# Clark Smith
Clark Smith (Atlanta (Estados Unidos), 17 de abril de 1995) es un nadador olímpico especialista en estilo mariposa y estilo libre. Fue olímpico en los Juegos Olímpicos de Río de Janeiro 2016 donde consiguió la medalla de oro en la prueba de 4x200 metros libres tras nadar las series eliminatorias.
Consiguió la medalla de bronce en el Campeonato Mundial de Natación de 2017, en la prueba de 4x200 metros libres tras nadar las eliminatorias.
Es hijo de Tori Smith, una nadadora olímpica que representó a Estados Unidos en los Juegos Olímpicos de Los Ángeles 1984.

## Palmarés internacional
| Juegos Olímpicos               | Juegos Olímpicos         | Juegos Olímpicos  | Juegos Olímpicos |
| Año                            | Lugar                    | Medalla           | Prueba           |
| ------------------------------ | ------------------------ | ----------------- | ---------------- |
| 2016                           | Río de Janeiro ( Brasil) | Medalla de oro    | 4x200 m libre    |
| Campeonato Mundial de Natación |                          |                   |                  |
| 2017                           | Budapest ( Hungría)      | Medalla de bronce | 4x200 m libre    |